# Mantispa basilei
Mantispa basilei is een insect uit de familie van de Mantispidae, die tot de orde netvleugeligen (Neuroptera) behoort. 
Mantispa basilei is voor het eerst wetenschappelijk beschreven door Navás in 1930.